# パトリシア・ベラスケス
パトリシア・カローラ・ベラスケス・センプリン（Patricia Carola Velásquez Semprún,1971年1月31日 - ）は、ベネズエラ出身のモデル・女優。

## プロフィール
アメリカ州の先住民族であるWayu族の出で、貧しい家庭に生まれた。
大学でエンジニアリングと会計を学んでオイル産業で働くつもりだったが（先住民族出身としては、他に選択肢がほとんどない）、友人と共にモデル・エージェンシーに写真を送ったことがきっかけで17歳の時にミラノに渡りモデルとして活躍するようになる。ドルチェ&ガッバーナやクロード・モンタナのショー、シャネルやヴィクトリアズ・シークレットの広告に登場し、ヒスパニック系では最も成功したモデルとなる。
その後女優に転進、1996年に映画デビュー。1999年の『ハムナプトラ/失われた砂漠の都』でキーパーソンとなるアナクスナムンを演じて注目されるようになった。

### プライベート
先住民族やヒスパニックの地位向上のためのチャリティに参加したり、ベネズエラを支援する基金を設立するなどしているという。
1990年代半ばはコメディアンのサンドラ・バーンハードと交際していた。

## 主な出演作品
- ハムナプトラ/失われた砂漠の都 The Mummy (1999)
- ノンストップ・ガール　Committed (2000)
- ハムナプトラ2/黄金のピラミッド The Mummy Returns (2001)
- マインドハンター Mindhunters (2004)
- Lの世界 The L word (2008) テレビドラマ
- THOR（ソー）生命の木とアスガルドの神々 Almighty Thor (2011)
- ラ・ヨローナ〜泣く女〜 The Curse of La Llorona (2019)